# Metsapoole (Häädemeeste)
Metsapoole – wieś w Estonii, w prowincji Parnawa, w gminie Häädemeeste.